# Mathieu Raynal
Mathieu Raynal (Perpignano, 9 agosto 1981) è un arbitro di rugby a 15 francese, internazionale dal 2009.

## Biografia
Cresciuto a Perpignan, gioca nelle giovanili degli Arlequins Perpignanais, con i quali vince il campionato giovanile francese nel 1998. Nel 2001 si avvicina all'arbitraggio e, dopo 5 anni, viene designato nel campionato Pro D2, la seconda divisione francese. Dal 2007 viene designato nel Top 14. Il 25 aprile 2009 fa il suo esordio internazionale, arbitrando il match di seconda divisione del campionato europeo per nazioni tra Malta e Paesi Bassi, vinto dagli ospiti con il punteggio di 9-27. Nel 2012 inizia ad arbitrare in partite disputate da squadre di tier 1.
Nel 2010 esordisce in Challenge Cup, venendo designato più volte per i quarti di finale e anche per la semifinale dell'edizione 2022-2023 tra Scarlets e Glasgow Warriors, vinta dalla squadra scozzese con il punteggio di 35 a 17. Dal 2012 viene designato anche in Champions Cup, torneo in cui è stato designato anche per i quarti di finale nelle edizioni 2020-2021, 2021-2022 e 2022-2023.
Nel 2011 arbitra nel mondiale giovanile di rugby e dal 2017 viene annualmente designato nel Sei Nazioni. Ha inoltre arbitrato in 5 edizioni del Rugby Championship, nel 2016, nel 2017, nel 2018, nel 2022 e nel 2023.
L'8 marzo 2013 è coinvolto in uno scontro di gioco mentre arbitrava l'incontro di Top 14 tra Montpellier e Racing, rimanendo gravemente infortunato. Portato in ospedale, gli viene riscontrata una doppia frattura alla tibia e al perone. L'8 febbraio 2014, esattamente 11 mesi dopo l'infortunio, riprende ad arbitrare in Top 14, mentre il suo rientro in campo internazionale avviene il mese successivo, in occasione delle qualificazioni al mondiale.
Il 7 maggio 2019 viene ufficializzata la sua designazione come arbitro al mondiale del 2019 in Giappone. Nel corso del torneo arbitra 3 incontri della fase a gironi ed è assistente in 3 incontri della fase a gironi e nel quarto di finale tra Inghilterra e Australia.
Il 10 maggio 2023 World Rugby annuncia l'inserimento di Raynal tra gli arbitri designati a prendere parte al mondiale del 2023 in Francia.